# Banco Nacional de México
El Banco Nacional de México, S.A. (Banamex, por su acrónimo) es una institución mexicana de banca múltiple  con sede en Ciudad de México, integrante de Grupo Financiero Banamex, la cual es subsidiaria de Citicorp Holdings y, a su vez, subsidiaria indirecta de Citigroup. En diciembre de 2024, se ubicó como el cuarto mayor banco en México en cuanto a su participación en el mercado de captación total (8.1%) y activos (6.9%); y sexto en cuanto a su participación en la cartera de crédito, con 6%.
Su creación en 1884, constituye el surgimiento del primer gran banco privado en México  con funciones de banco de estado y banco comercial para los ciudadanos mexicanos. En sus inicios, el banco fungía como agente del gobierno federal en la negociación y contratación de deuda externa; en el cobro de obligaciones fiscales; y realizaba emisiones de papel moneda —actividad concesionada a la banca comercial ante la ausencia de un banco central emisor—, además de captar el ahorro del público y otorgar financiamientos.
Luego de un periodo de estatización bancaria en los años ochenta, Banamex fue adquirido en 1991 por Acciones y Valores de México (Accival), encabezada por Roberto Hernández Ramírez y Alfredo Harp Helú, integrándose el Grupo Financiero Banamex-Accival (Banacci). En 2001, Banacci es vendido a Citigroup y fusionado con las subsidiarias de Grupo Financiero Citibank con presencia en México, con lo que se conforma el Grupo Financiero Banamex del cual Banco Nacional de México realiza las operaciones de banca y crédito.
En octubre de 2016, la marca Banamex —surgida en 1976 y común al Banco Nacional de México y al Grupo Financiero— fue modificada para denominarse, desde entonces, Citibanamex.
En enero de 2022, Citigroup anunció su salida de México como banca minorista y empresarial además de dejar de ofrecer seguros y afores, con lo que estos segmentos y la marca Banamex se ponen a la venta.

## Historia

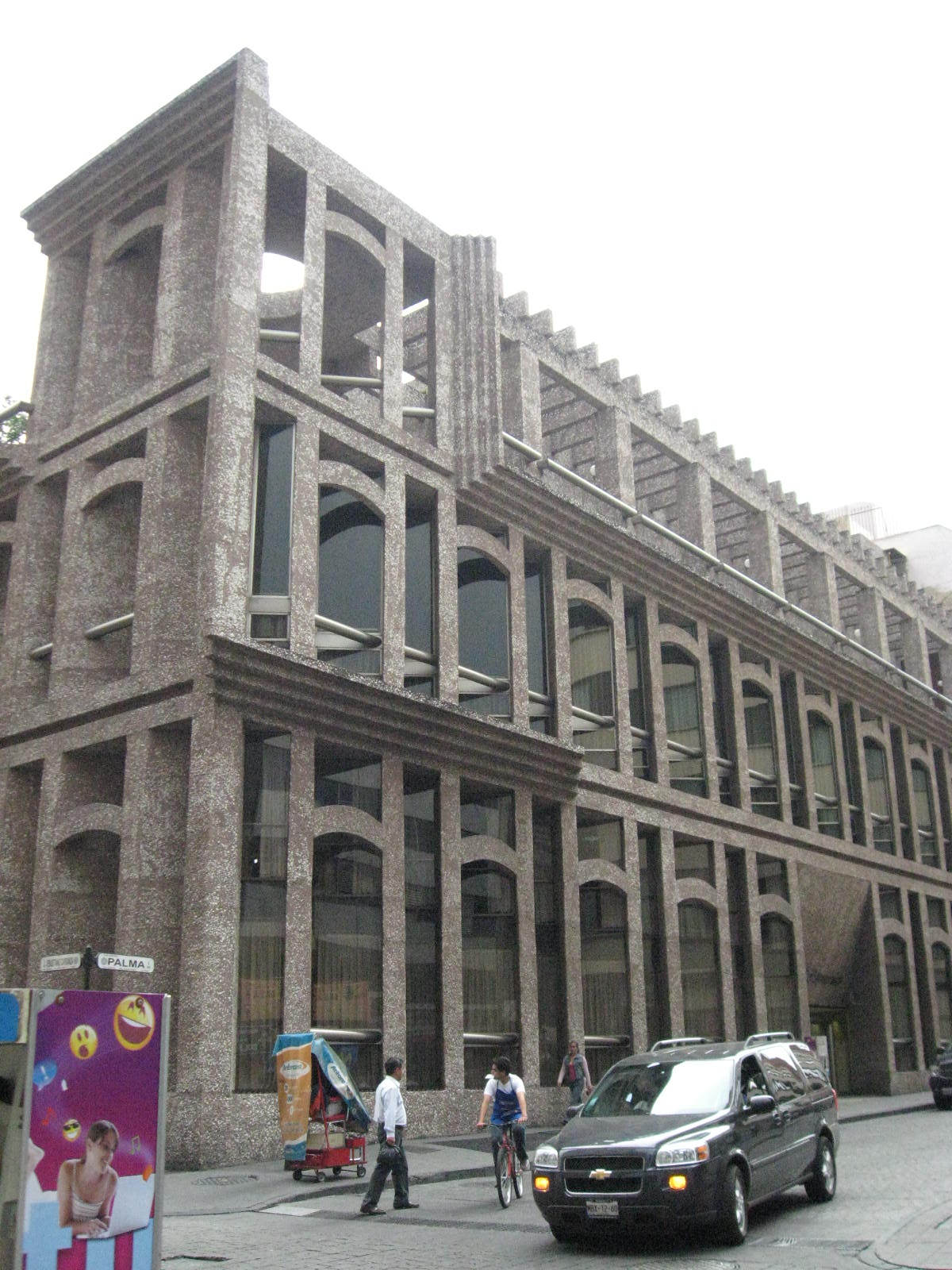
Edificio Banamex Capuchinas, en la esquina de las calles Venustiano Carranza y Palma, en el centro histórico de la Ciudad de México

### Antecedentes (1880-1884)
El restablecimiento de relaciones diplomáticas y comerciales entre México, Francia y la Gran Bretaña en 1880—interrumpidas en 1862 durante la Segunda intervención francesa en México— y la reanudación del pago de la deuda externa a los acreedores europeos, permitió a México atraer un mayor flujo de inversión extranjera directa en su sector bancario, particularmente de procedencia francesa.

#### Banco Nacional Mexicano
El gobierno del presidente Manuel González Flores requería asegurar crédito extranjero para financiar el gasto, por lo que se propuso la creación de un banco en sociedad con capitales europeos y se inician gestiones con el Banco Franco-Egipcio para constituirlo.
En París, el enviado de México ante Francia, Emilio Velasco y en Ciudad de México, el secretario general del Franco-Egipcio, Edouard Noetzlin, realizaron negociaciones de forma paralela para concretar un acuerdo entre ambas partes. Luego de un año de conversaciones, el 16 de agosto de 1881, el gobierno mexicano otorga la concesión que permitía a Noetzlin el establecimiento del Banco Nacional Mexicano con facultades de depósito, descuento y emisión. Posterior a la aprobación del acuerdo por parte del Congreso y la firma del acta de suscripción, el Nacional Mexicano comenzó a operar al público el 23 de febrero de 1882 con un capital de 20 millones de pesos, mayoritariamente franco-mexicano.
El gobierno del banco quedó conformado por un Consejo de Administración, integrado por Ramón Guzmán, Félix Cuevas, José María Bermejillo, Sebastián Robert, Gustavo Struck y encabezado por Antonio de Mier y Celis; la dirección a cargo de León Stein y una Junta de París que supervisaba el desempeño general de la compañía y tomaba decisiones sobre algunos grandes negocios, conformada por miembros de importantes bancos europeos como Société Générale de Crédit Industriel et Commercial y el Banque de Paris et Pays Bas (hoy BNP Paribas) que, junto con el Banco Franco-Egipcio, mantenían el 26% del capital total del banco.
Desde sus inicios, el banco fue autorizado para la apertura de sucursales y agencias a lo largo del país, se le otorgaron amplias exenciones fiscales y, al poseer el monopolio de la emisión de papel moneda, sus billetes eran los únicos válidos para el pago de impuestos, por lo que, finalmente, se convirtió en la institución bancaria del gobierno mexicano.

#### Banco Mercantil Mexicano
Ante las prerrogativas otorgadas al Nacional Mexicano para su operación, un grupo de comerciantes de origen español que controlaba gran parte del negocio al por mayor de textiles, tabaco y productos alimenticios en Ciudad de México, convocan el 29 de agosto de 1881 a una reunión para el establecimiento de un banco nacional que hiciera competencia al Nacional Mexicano "a fin de impedir que vayan en aumento la prosperidad de otras naciones". El Banco Mercantil Mexicano quedó constituido en esa fecha; es autorizado para operar el 18 de febrero de 1882 e inicia operaciones el 27 de marzo con cuatro millones de pesos y 305 suscriptores, entre los que destacan Nicolás de Teresa, Manuel Ibáñez, Rafael Ortiz de la Huerta, Antonio Escandón (también accionista del Nacional Mexicano), las compañías francesas Gassier y Reynaud y Ebrard y Cía—antecesoras de El Palacio de Hierro y El Puerto de Liverpool, respectivamente— y, de manera particular, el presidente Porfirio Díaz, quien recibió de las autoridades del banco 100 acciones, equivalentes a 10,000 pesos.

### Primeros años (1884-1930)
El Banco Nacional de México fue fundado el 2 de junio de 1884 como resultado de la fusión entre el Banco Nacional Mexicano y el Banco Mercantil Mexicano concretada por los consejeros de ambas instituciones, encabezados por Antonio de Mier y Celis, Félix Cuevas y León Stein del Nacional Mexicano y Nicolás de Teresa, Manuel Ibáñez y Rafael Ortiz de la Huerta del Mercantil Mexicano y siendo su primer Director José Valentín del Collado y Albo. Su oficina central se ubicó en el antiguo Palacio de los Condes de San Mateo de Valparaíso, en las calles de Isabel la Católica y Venustiano Carranza de la Ciudad de México. Contaba con 24 empleados en esta sede bajo la dirección de José Valentín del Collado y Albo y sucursales en Mérida, Veracruz, Puebla, Guanajuato, San Luis Potosí y posteriormente Guadalajara. Para 1910, el banco poseía 33 sucursales y 24 agencias.
- En 1929 implanta el servicio de cuenta de ahorro. En ese mismo año se abría la agencia de representación en Nueva York.

### Expansión (1930-1982)
- En 1920 Se incorpora Don Agustín Legorreta y en 1934 invita a los Industriales Don Martin Oyamburu Arce y Miguel Oyamburu Arce.
- En 1958 desarrolla el servicio de Préstamos Personales.
- En materia tecnológica, en 1966 inicia un importante compromiso de automatización con la puesta en marcha de la primera computadora en el "Centro de Proceso de Operaciones".
- En 1968 lanza la primera tarjeta de crédito de Latinoamérica.
- En 1972 entran en operación las primeras "Cajas Permanentes", dando servicio las 24 horas del día.
- En 1977 se incorpora a la Society for Worldwide Interbank Financial Telecommunication.

### La banca estatizada (1982-1990)
El 1 de septiembre de 1982, el presidente José López Portillo declara la nacionalización de la banca privada mexicana. David Ibarra Muñoz es nombrado representante del gobierno federal encargado de Banamex, removiendo a Agustín Legorreta Chauvet en sus funciones como presidente del banco. Rubén Aguilar Monteverde continuó como director general hasta 1983, cuando Fernando Solana Morales asume la Dirección General y la Presidencia de Banamex por nombramiento del presidente Miguel de la Madrid.
A partir de 1982 y hasta 1990, Banamex funcionó como Sociedad Nacional de Crédito (S.N.C).
- En 1984 adopta el acrónimo BANAMEX. El banco cumple 100 años.
- En 1986 el enlace al sistema de satélites mexicanos "Morelos" permitió unir sus seis centros regionales de cómputo con el Centro Corporativo, posibilitando las transacciones en forma simultánea.
- Para 1987 establece la "Red Telefónica Interna" a nivel nacional, para comunicar de forma directa todas sus oficinas, y más tarde, en 1988, instrumenta la "Estrategia de Redes Locales" para la automatización de las mismas.

En la misma década de los años ochenta inicia la emisión de los cheques de viajero internacional "Banamex-Visa" y la prestación de servicios de "Banco en su Casa", "Transferencia Electrónica de Fondos" y "Banca Digital", así como la emisión de las primeras tarjetas duales con las marcas internacionales de Visa y MasterCard. El banco fue pionero en el lanzamiento del concepto "Cuenta Maestra".
Banamex incrementa la facilidad de acceso a sus productos a través de Internet, con el primer portal financiero en México donde el usuario puede realizar movimiento de fondos, pagos diversos, consulta de saldos y compras.

### Reprivatización (1991-2001)
- En 1992, el gobierno del presidente Carlos Salinas de Gortari decide privatizar de nuevo la banca, adjudicando Banamex a un grupo de inversionistas agrupados en torno de la casa de bolsa Acciones y Valores de México. Ese mismo año, Banamex se integra como el banco del Grupo Financiero Banamex-Accival.
- En 1996 nace la AFORE BANAMEX.
- En 1997 el Teletón eligió a Banamex como banco para hacer donativos para el evento.
- En 2001 los accionistas de Grupo Financiero Banamex-Accival Roberto Hernández Ramírez, Alfredo Harp Helu y Alejandro Betancourt Alpírez; deciden vender el Grupo a Citigroup en 12,500 millones de dólares, siendo la transacción financiera más importante celebrada entre México y Estados Unidos.

### Parte de Citigroup (2001-2023)
- En agosto de 2001, después de haber cubierto los requerimientos de las autoridades mexicanas y estadounidenses, Banamex pasó a formar parte del Citigroup, la principal institución financiera del mundo con presencia en más de 100 países, conservando su nombre original. A partir de noviembre, las sucursales, productos y servicios de Citibank y Banca Confía (integrado inicialmente a Citibank México), fueron integrados en la plataforma tecnológica y de servicio de Banamex.
- En 2007 compró a 2 de las aerolíneas más importantes de México Aeroméxico y Aeroméxico Connect esta filial de la anterior, ganándole la batalla a la familia Saba.
- En 2008 se asocia con Organización Soriana con el fin de ayudarla a desarrollar un banco propio (Soriban) para competir en los segmentos de personas de nivel bajo - medio (Banco Azteca, Walmart, Banco Ahorro Famsa, Bansefi, BanCoppel) igualmente desarrollando una tarjeta de débito prepagada denominada "MI AHORRO" (con respaldo Mastercard a nivel Mundial) que puede ser evolucionada a cuenta de ahorro haciendo operaciones bancarias gratuitas en los supermercados de Soriana y tarifas preferenciales para usar la red bancaria de Banamex (sucursales, cajeros, línea de atención, etc).
- En 2013 se asocia con FEMSA, Para ofrecer un nuevo producto bancario enfocado al sector Bajo-Medio por medio de Tiendas Oxxo denominado Saldazo,[26] el cual consiste en una tarjeta de débito prepagada con un depósito inicial de 50 pesos y con límite de depósito de 7000 pesos máximo, que puede ser evolucionada a Cuenta Transfer Banamex manteniendo la tarjeta saldazo (con respaldo Visa Electron a nivel nacional) si se cuenta con un número de teléfono celular de Telcel el cual funge como número de cuenta. Esto se implementó para poder llegar a un segmento no bancarizado de población que requiere este instrumento además de poder hacer las operaciones en sucursales Banamex y Tiendas Oxxo.
- En 2016 cambia de nombre a Citibanamex y retoma la marca Banamex en diciembre de 2024.

### Venta (2022-)
- En marzo de 2022, Citigroup decide deshacerse de su banca múltiple en México y busca comprador para Citibanamex.[27]
- La publicidad del Banco retorna a venderlo como Banamex y se preparan las sucursales para el cambio de nombre a la espera de un comprador.

## Directivos
A continuación se presentan los Gerentes (durante los primeros años) y Directores Generales de Banco Nacional de México. Asimismo, se presentan los Presidentes del Consejo de Administración del Banco. Tanto la Dirección del Banco Nacional de México como la Presidencia del Consejo no necesariamente coincide con la Dirección General y Presidencia del Grupo Financiero Banamex.
| Director general | Periodo     | Presidentes del Consejo de Administración | Periodo     |
| --- | ----------- | ----------------------------------------- | ----------- |
| José Valentín del Collado de Albo | 1884 - 1892 | Antonio de Mier y Celis                   | 1884 - 1899 |
| Carlos Varona | 1892 - 1901 | Antonio de Mier y Celis                   | 1884 - 1899 |
| Manuel Pereda | 1901 - 1908 |                                           |             |
| Manuel Pereda | 1901 - 1908 | Rafael Ortiz de la Huerta                 | 1899 - 1903 |
| Manuel Pereda | 1901 - 1908 | Sebastián B. de Mier                      | 1903        |
| Manuel Pereda | 1901 - 1908 | Sebastián Camacho                         | 1903 - 1914 |
| Javier M. Cancino | 1908 - 1911 | Sebastián Camacho                         | 1903 - 1914 |
| José Simón | 1911 - 1916 | Sebastián Camacho                         | 1903 - 1914 |
| Agustín Legorreta García | 1916 - 1932 | José Signoret                             | 1914 - 1932 |
| Luis Gonzaga Legorreta García | 1933 - 1952 |                                           |             |
| Luis Gonzaga Legorreta García | 1933 - 1952 | Agustín Legorreta García                  | 1933 - 1937 |
| Luis Gonzaga Legorreta García | 1933 - 1952 | Graciano Guichard                         | 1938 - 1958 |
| Agustín Legorreta López Guerrero | 1952 - 1970 | Luis Gonzaga Legorreta García             | 1958 - 1970 |
| Agustín Legorreta Chauvet | 1971 - 1981 | Agustín Legorreta López Guerrero          | 1971 - 1981 |
| Rubén Aguilar Monteverde | 1981 - 1982 | Agustín Legorreta Chauvet                 | 1981 - 1982 |
| David Ibarra Muñoz* | 1982        | Jesús Silva-Herzog Flores**               | 1982 - 1986 |
| Fernando Solana Morales | 1983 - 1988 | Jesús Silva-Herzog Flores**               | 1982 - 1986 |
| Fernando Solana Morales | 1983 - 1988 | Gustavo Petricioli Iturbe**               | 1986 - 1988 |
| Antonio Ortiz Mena | 1988 - 1991 | Pedro Aspe Armella**                      | 1988 - 1991 |
| Alfredo Harp Helú*** | 1991 - 1996 | Roberto Hernández Ramírez                 | 1991 - 2013 |
| Roberto del Cueto Legaspi | 1996 - 1997 | Roberto Hernández Ramírez                 | 1991 - 2013 |
| Roberto Hernández Ramírez | 1997 - 2001 | Roberto Hernández Ramírez                 | 1991 - 2013 |
| Manuel Medina Mora Escalante | 2001 - 2006 | Roberto Hernández Ramírez                 | 1991 - 2013 |
| Enrique Zorrilla Fullaondo | 2006 - 2011 | Roberto Hernández Ramírez                 | 1991 - 2013 |
| Ernesto Torres Cantú | 2012 - 2019 |                                           |             |
| Ernesto Torres Cantú | 2012 - 2019 | Manuel Medina-Mora Escalante              | 2013 - 2016 |
| Ernesto Torres Cantú | 2012 - 2019 | Enrique Luis Castillo Sánchez Mejorada    | 2016 - 2024 |
| Manuel Romo Villafuerte | 2019 -      | Enrique Luis Castillo Sánchez Mejorada    | 2016 - 2024 |
| Manuel Romo Villafuerte | 2019 -      | Ignacio Deschamps González                | 2024 -      |
| *Como representante del gobierno federal ante Banamex luego de la nacionalización bancaria, David Ibarra asume funciones directivas en el banco, sin embargo, Rubén Aguilar continúa como director general hasta su retiro en 1983. ** En su calidad de Secretario de Hacienda y Crédito Público, asumen la Presidencia del Consejo Directivo que reemplazó al Consejo de Administración luego de la estatización bancaria de 1982 y conforme al Reglamento Orgánico del Banco Nacional de México de 1985. *** El 18 de septiembre de 1991 asume como presidente del Comité de Dirección, con facultades conferidas al director general. |             |                                           |             |

### Citas
1. 1 2  Banco Nacional de México, S.A. «Estructura Corporativa».
2. ↑  CNBV (Febrero de 2024). «Boletín Estadístico. Banca Múltiple». Consultado el 22 de mayo de 2024.
3. ↑  Basave, 2001, p. 27.
4. ↑  Banamex (2013). «Informe de compromiso social,  ciudadanía corporativa y desarrollo sostenible 2013, 130 años con México». Archivado desde el original el 3 de julio de 2014. Consultado el 15 de julio de 2014.
5. ↑  Estañol, Adrián (4 de octubre de 2016). «Banamex ahora es CitiBanamex y anuncia una inversión de 25,000 mdp». Expansión. Consultado el 15 de junio de 2019.
6. ↑  Juárez, Edgar (4 de octubre de 2016). «Banamex cambia de nombre a Citibanamex». El Economista. Consultado el 15 de junio de 2019.
7. ↑  Domínguez, Charlene (11 de enero de 2022). «Deja Citi banca de consumo, Afore y aseguradora en México». Mural. Consultado el 12 de enero de 2022.
8. ↑  Suárez, Karina (11 de enero de 2022). «Citigroup cerrará sus operaciones de banca comercial en México». El País. Consultado el 12 de enero de 2022. «La firma, dueña de Citibanamex, clausurará las maniobras de banca de consumo y para pequeñas y medianas empresas en el país. Va a centrar su negocio en una presencia minorista en EE.UU.».
9. ↑  «Citibanamex se irá.... y la marca Banamex se pone en venta». Radio Fórmula. 11 de enero de 2022. Consultado el 12 de enero de 2022.
10. ↑  Marichal, 2006, p. 7.
11. ↑  Banco Nacional de México, S.A., 2004, p. 27.
12. ↑  Lodlow, 1990, pp. 984-986.
13. ↑  Banco Nacional de México, S.A., 2004, p. 30.
14. ↑  Lodlow, 1990, p. 993.
15. ↑  Banco Nacional de México, S.A., 2004, p. 29.
16. 1 2  Fernando Arteaga (29 de diciembre de 2012). «Estado y banca: 1883, la primera crisis financiera de México». Archivado desde el original el 28 de julio de 2014. Consultado el 28 de julio de 2014.
17. ↑  Ludlow, 1990, p. 986.
18. ↑  Marichal, 2006, p. 11.
19. ↑  Marichal, 2006, p. 13.
20. ↑  Ludlow, 1990, p. 1006.
21. ↑  Ludlow, 1990, p. 1012.
22. ↑  Banco Nacional de México, S.A., 2004, p. 34-35.
23. 1 2  Archivo Histórico Banamex. «Historia del BNM». Archivado desde el original el 4 de marzo de 2016. Consultado el 27 de julio de 2014.
24. ↑  Alonso, 2005, p. 31.
25. ↑  Alonso, 2005, p. 184-185.
26. ↑  «Tarjeta Saldazo: ¿Qué es?, Ventajas, Desventajas y FAQ | 2021». Consultado el 7 de marzo de 2021.
27. ↑  https://www.forbes.com.mx/decision-de-vender-banamex-fue-muy-dificil-con-sentimientos-encontrados-citi/
28. ↑  Zebadúa, 1994, p. 60,189.
29. ↑  Alonso, 2005, p. 149.
30. ↑  "Legorreta Chauvet, Agustín Francisco": Enciclopedia de México, vol. VIII. México: 2005.
31. ↑  Banco de México. «Roberto del Cueto Legaspi». ISBN 968-5234-48-5. Archivado desde el original el 14 de julio de 2014. Consultado el 22 de marzo de 2014.
32. ↑  Banco Nacional de México, S.A. (22 de abril de 2013). «Consejo de Administración». Consultado el 15 de marzo de 2014.
33. ↑  Citibanamex (15 de noviembre de 2019). «Manuel Romo, nuevo director general de Citibanamex». Consultado el 15 de noviembre de 2019.
34. ↑  Suárez, Karina (15 de febrero de 2024). «Ignacio Deschamps asumirá la presidencia de Banamex cuando el banco se separe de Citi». El País. Consultado el 16 de abril de 2024.
35. ↑  Alonso, 2005, p. 174.
36. ↑  «Reglamento Orgánico del Banco Nacional de México». Diario Oficial de la Federación. 29 de julio de 1985. Consultado el 13 de septiembre de 2023.
37. ↑  Banco Nacional de México, S.A., 2004, p. 222